# Denver Nuggets
A Denver Nuggets profi kosárlabdacsapat az NBA-ben. Székhelyük Colorado fővárosa, Denver.

## Visszavonultatott mezszámok
- 2 – Alex English
- 6 – Bill Russell[a]
- 12 – Fat Lever
- 33 – David Thompson
- 40 – Byron Beck
- 44 – Dan Issel
- 55 – Dikembe Mutombo
- 432 – Doug Moe